# Bartosz Walaszek
Bartosz Przemysław Walaszek (ur. 6 maja 1977 w Warszawie) – polski filmowiec i muzyk. Założyciel Zespołu Filmowego Skurcz i Git Produkcji, współtwórca satyrycznego duetu disco-polowego Bracia Figo Fagot, lider jednoosobowego zespołu Cjalis, członek zespołu Nunczaki Orientu, a także były perkusista grupy punk-rockowej TPN 25.

## Życiorys
Zainteresował się animacją w szkole podstawowej, używając techniki animacji poklatkowej. W 1988 wraz z bratem Łukaszem założył amatorski Zespół Filmowy Skurcz. Uczęszczał do LXIII Liceum Ogólnokształcącego im. Lajosa Kossutha na Ursynowie. Na ekranie zadebiutował w krótkometrażowym filmie Rojal (1994), wcielając się w rolę dzielnego milicjanta Mścisława Pięści. W 1999 wraz ze Skurczem nawiązał współpracę z S.P. Records. Pierwszą pełnometrażową produkcją grupy był Bulgarski Pościkk (2001), a jego skrócona do 30 minut wersja otrzymała Grand Prix Festiwalu Młodego Kina Tenbit Film Forum 2001.
W 2004 odszedł ze Skurczu, po czym założył Git Produkcję, pod której szyldem zaczął realizować głównie krótkometrażowe animacje dla telewizji 4fun.tv; najbardziej znane dzieła Git Produkcji to program Pod gradobiciem pytań (2005–2010) i serial Kapitan Bomba (2007–2013), który rozwinięty został również o dwa animowane filmy pełnometrażowe.
W 2010 razem z Piotrem Połaciem założył zespół Bracia Figo Fagot. W 2017 założył jednoosobowy zespół Cjalis, który wcześniej występował tylko wirtualnie – w serialu animowanym Blok Ekipa.
Żonaty z Katarzyną Kralewską-Walaszek, ma córkę Kingę.

## Filmografia
| - Bulgarski Pościkk (2001) - Sum tak zwany olimpijczyk (2001) (VHS; dystrybutor S.P. Records) - Sarnie żniwo, czyli pokusa statuetkowego szlaku (2006) (DVD; dystrybutor SPInka) - Wściekłe pięści Węża (2006) (DVD; dystrybutor SPInka) - Wściekłe pięści Węża 3, czyli Wściekły Wąż kontra Cyborg Zombie (2013) - Bulgarski Pościkk (2001) - Sum tak zwany olimpijczyk (2001) (VHS; dystrybutor S.P. Records) - Sarnie żniwo, czyli pokusa statuetkowego szlaku (2006) (DVD; dystrybutor SPInka) - Wściekłe pięści Węża (2006) (DVD; dystrybutor SPInka) - Kaliber 200 volt (2011) (serial, emitowany na Rebel:tv) - Wściekłe pięści Węża 3 - Wściekły Wąż vs. Cyborg Zombie (2013) - Bandziorno (1999) - Bułgarski Pocisk (1999) - Bulgarski Pościkk (2001) - Cobra - Dokończona sprawa - Dżudo Honor 7 - Film o mafii - Kaliber 200 volt - Kanalyzer 1 - Kanalyzer 2 - Karate Pumo (1997) - Kobyle Caco (1998) - KunG Fu Pantera 2 - Niedokończona sprawa - Przedwczesny fajrant - Szczęście w Nieszczęściu (1997) - Sarnie żniwo, czyli pokusa statuetkowego szlaku (2006) (DVD; dystrybutor SPInka) - Sieżant Mścisław Pięść na tropie Odc.1 Rojal (1994) - Sieżant Mścisław Pięść na tropie Odc. dragi – narkotyki - Sum tak zwany olimpijczyk (2001) (VHS; dystrybutor S.P. Records) - Tekuondo koń 4 - Tęcza - Włókniarz (1998) - Wściekłe pięści Węża (2006) (DVD; dystrybutor SPInka) - Zabujcza śmierć 3 - Zły Szeląg - Zmora z piwnicy - Wściekłe pięści Węża 3, czyli Wściekły Wąż kontra Cyborg Zombie (2013) | - Bulgarski Pościkk (2001) - Sum tak zwany olimpijczyk (2001) (VHS; dystrybutor S.P. Records) - Sarnie żniwo, czyli pokusa statuetkowego szlaku (2006) (DVD; dystrybutor SPInka) - Wściekłe pięści Węża (2006) (DVD; dystrybutor SPInka) - Wściekłe pięści Węża 3, czyli Wściekły Wąż kontra Cyborg Zombie (2013) - Adwersarze - Blok Ekipa - Bogdan Boner: Egzorcysta - Bird brain - Bułgarski pościggg - Czesiek hydraulik - Człowiek Biegunka - Egzorcysta - Elektroglina 2050 - Epickie przygody Kapitana Fuszerki - Filmowe viceversum - Galaktyczne Lektury - Generał Italia - Kapitan Bomba - Koleś GIT - Koń Rafał - Kreskówki specjalne: GIT bajka; Mikołaj Waldek - Laserowy Gniew Dzidy - Miś Filemon - Miś Push Upek - Osa Aldona i bąk Andrzej - Piesek Leszek - Pindol – historia pewnego kurczaka - Pod gradobiciem pytań - Poradnik prawdziwego mężczyzny - Porucznik Kabura - Rycerze Doliny Rozdupy - Stojący Wąż - Wesołe kino - What if. |

## Dyskografia
- Słabo? (TPN 25, MC 1998, CD 1999)
- Bracia (TPN 25, 2005)